# Nicolás Novosiltsov
El conde Nikolái Nikoláievich Novosíltsov (ruso: Никола́й Никола́евич Новоси́льцев, polaco: Nikołaj Nowosilcow) (1761–1838) fue un estadista en ruso: Никола́й Никола́евич Новоси́льцев y asesor cercano a Alejandro I de Rusia.

## Biografía
Era hijo natural de un noble rico, casado con la tía del conde Pável Stróganov. Esta relación le aseguró un lugar en el Comité Privado que diseñó la reforma de Gobierno de Alejandro I.  Redactó una constitución para el Imperio ruso a imagen de la sugerida por Speranski; a diferencia de la de Speranski, la constitución de Novosíltsov fue aceptada por Alejandro, pero el plan fue abandonado después de su muerte en 1825.
En 1804 y 1805, Suecia, Rusia, Inglaterra, Austria, Prusia y el Reino de Nápoles planearon formar una coalición en contra de la Francia de Bonaparte. Alejandro I envió a Novosíltsov para mediar en las negociaciones entre Inglaterra y Francia después de que Napoleón hizo una oferta de paz al enterarse de la coalición antifrancesa. Antes de dejar Berlín, Novosíltsov se enteró de que Bonaparte había tomado Génova y Lucca, y le avisó a Alejandro. Así dio término a la mediación, en 1805.
De 1813 a 1815, manejó las finanzas del Ducado de Varsovia, y entre 1815 y 1830 sirvió en el gobierno del Zarato de Polonia. En el Zarato de Polonia, fue el comisario del zar en el Consejo de Estado. Fue muy influyente, ampliamente temido, y uno de los gobernantes de facto del país. Organizó y dirigió la policía secreta rusa (Ojrana). Fue responsable de los arrestos de activistas estudiantiles del Philomaths y de la Asociación Filaret en 1823. Desde 1824, fue ministro de ciencia y educación de la Gobernación de Vilna. Fue partidario de las políticas de rusificación, persiguió muchas organizaciones y activistas pro-polacos, y fue odiado por la sociedad polaca de la época.
Terminó su carrera como jefe del Gabinete de Ministros. Nicolás I lo nombró conde en 1835.